# William Wright (orientalista)

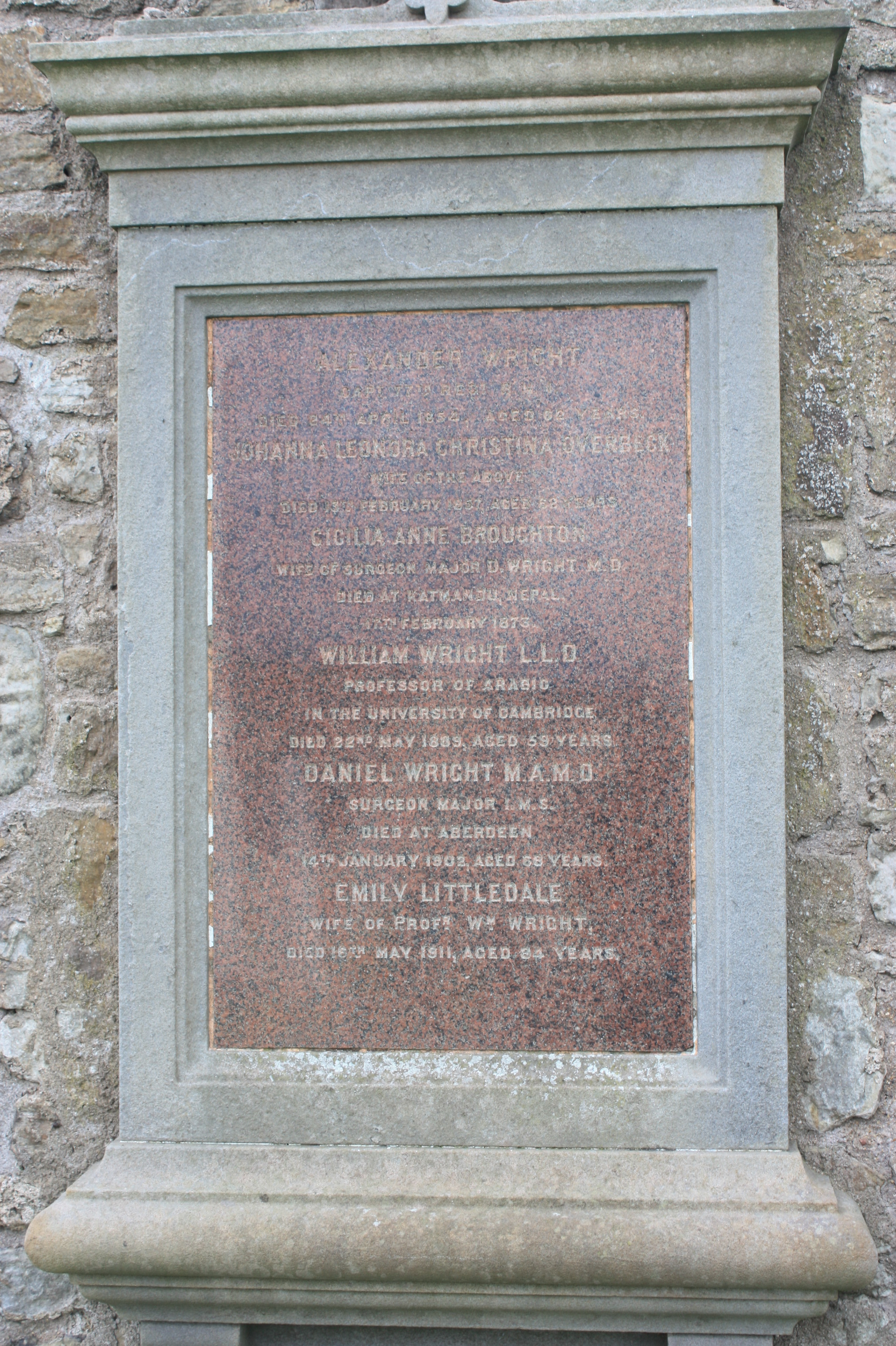
La tomba del Prof. William Wright nel cimitero della cattedrale di St. Andrews.

William Wright (Mullye, 17 gennaio 1830 – Cambridge, 22 maggio 1889) è stato un orientalista inglese.

## Biografia
Studiò presso le università di St Andrews, Halle e Leida. Fu docente di arabo allo University College of London dal 1856 al 1861, poi al Trinity College di Dublino dal 1856 al 1861. Dal 1861 al 1869 fu assistente al "Dipartimento dei manoscritti" del British Museum di Londra, e dal 1869 al 1870 assistente conservatore del museo. Nel 1870 fu nominato docente di arabo all'università di Cambridge, dove insegnò fino alla sua morte nel 1889. Fu sepolto a St. Andrews, nel cimitero della cattedrale.
Le sue prime pubblicazioni di materiale riguardante  la letteratura siriaca furono pubblicate nel Journal of sacred Literature negli anni '60 del XIX secolo. Includevano la pubblicazione del testo siriaco di An ancient Syrian martyrology nel numero dell'ottobre 1865. Egli prese parte anche ai dibattiti sulle affermazioni del falsario Costantino Simonidis; secondo le quali il Codex Sinaiticus, scoperto da Konstantin von Tischendorf, sarebbe stato un falso.
Continuò a pubblicare testi e traduzioni di varie opere. Tradusse e pubblicò la Grammar of the Arabic Language di Carl Paul Caspari (2 voll., Londra, 1859-62), tuttora importante testo di riferimento per gli studenti di arabo e comunemente chiamata Wright's Grammar. Inoltre raccolse e pubblicò gli Opuscola arabica (Leida, 1859).
Raggiunse i suoi migliori risultati in assoluto nel campo della catalogazione delle raccolte di manoscritti. La ricche raccolte siriache del British Museum, ora alla British Library di Londra furono ottenute principalmente negli anni '40 del XIX secolo dal Monastero dei Siriani (Deyr al-Suryānī) nel Deserto nitriano (Wādī al-Natrūn) in Egitto, e contengono un gran numero di testi sconosciuti prima di allora. Il catalogo di Wright incluse estratti da testi inediti, e costituisca tuttora un valido punto di riferimento. Compilò anche un simile pregevole catalogo della raccolta della biblioteca dell'università di Cambridge, i cui manoscritti vengono soprattutto dai missionari anglicani stanziati ad Urmia.
La sua Short history of Syriac literature fu scritta in origine come articolo d'enciclopedia, quindi non ha vere e proprie suddivisioni. Fu ripubblicata dopo la sua morte sotto forma di libro, ed è tuttora un manuale di base per gli studenti di siriaco. Il materiale contenuto proviene da varie fonti, ma in buona parte dal Chronicum Ecclesiasticum 
di Barebreo, del quale non esiste una traduzione inglese.
Una bibliografia delle sue opere è reperibile, ad opera di R.L. Benaly, in Journal of the Royal Asiatic Society, 1889, pp. 708 e seguenti.
Esiste anche una voce nel Dictionary of national Biography.

## Opere

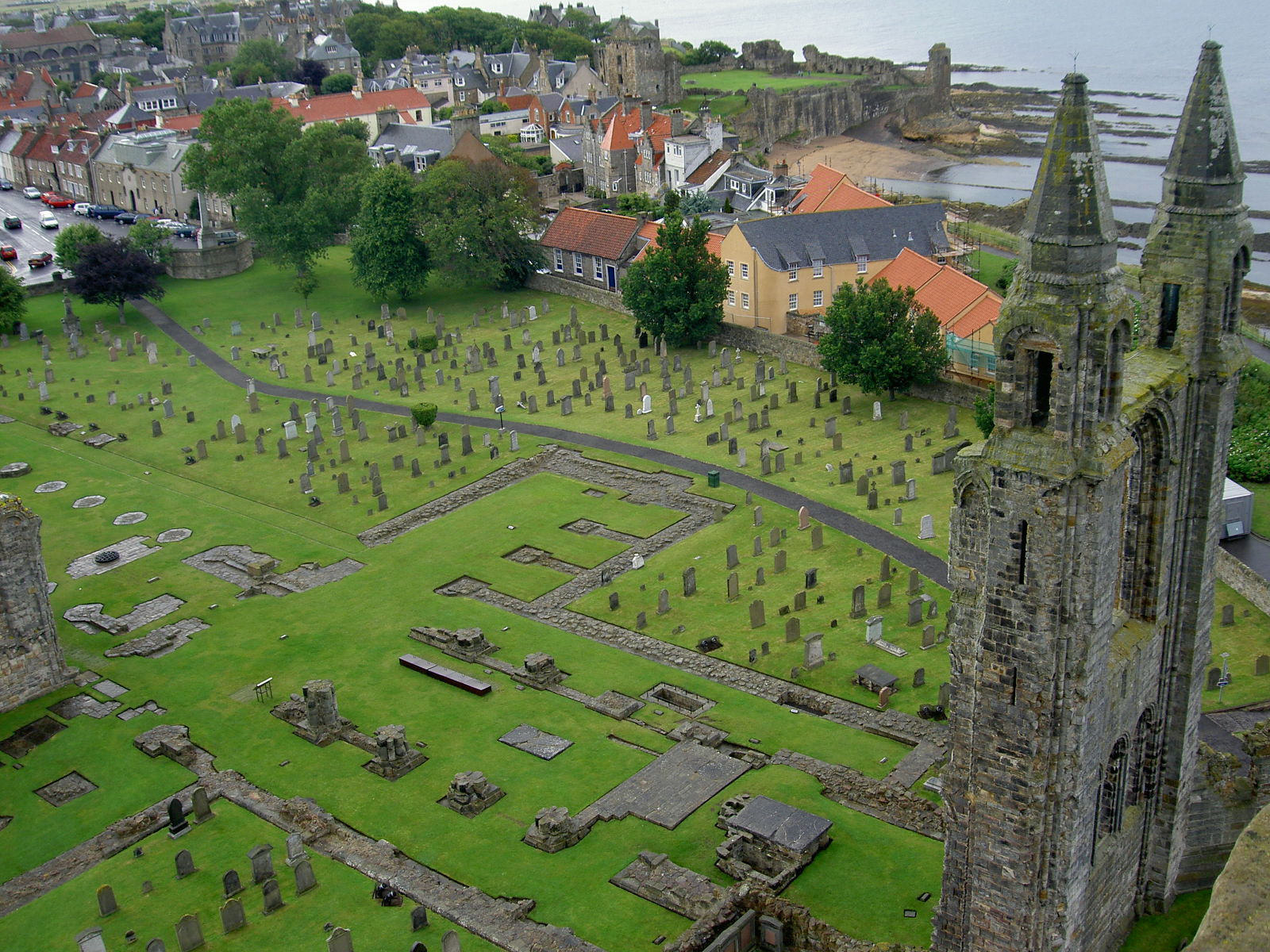
La cattedrale di St. Andrews.

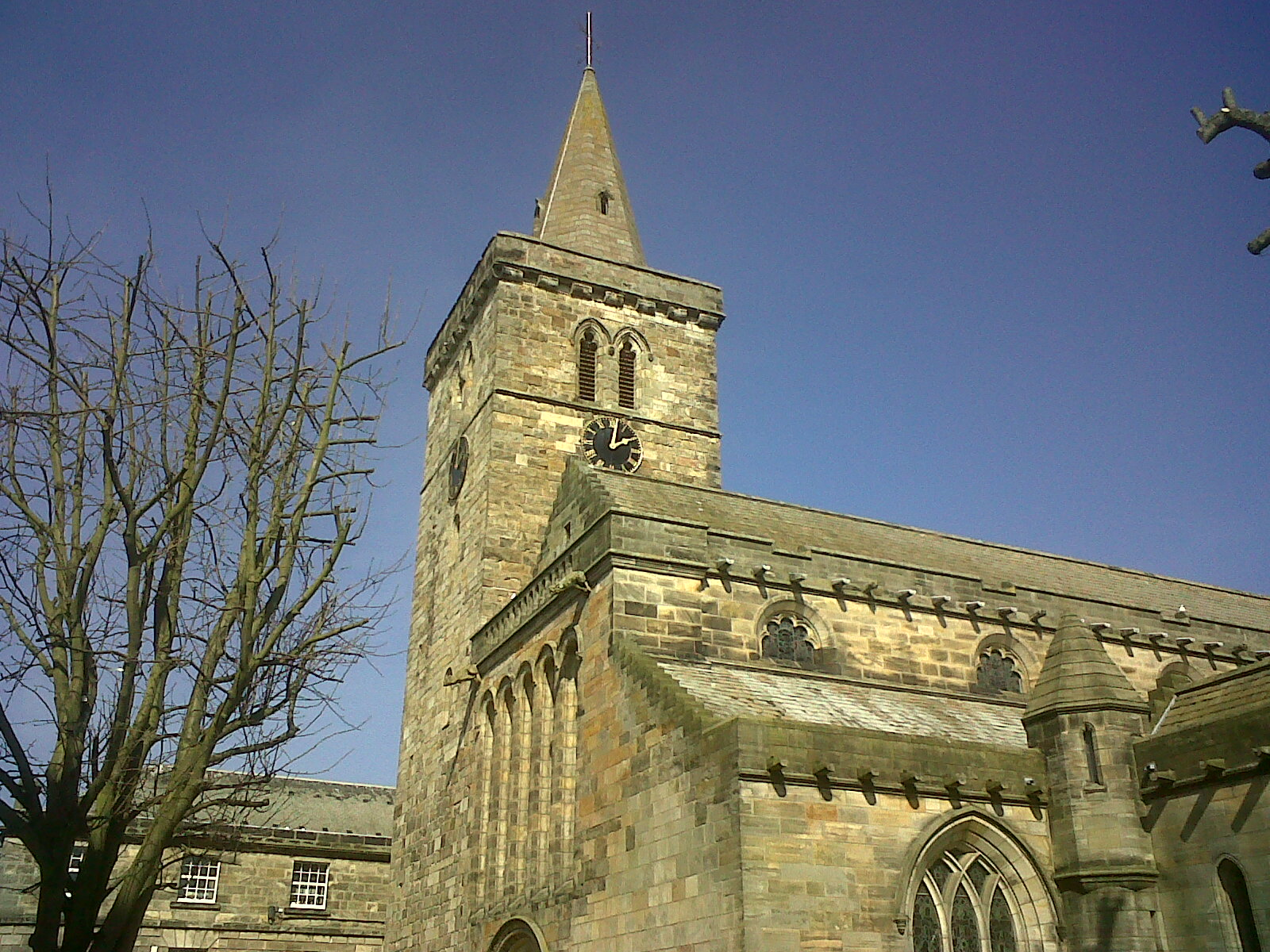
la chiesa della Santa Trinità a St. Andrews.

- The book of Jonah in four semitic versions: Chaldee, Syriac, Aethiopic and Arabic, London, 1857
- Contributions to the apocryphal literature of New Testament; collected and edited from Syriac manuscript in the British Museum, with an English translation and notes, by W. Wright, 1865
- The departure of my Lady Mary from this world; edited from two Syriac mss. in the British Museum, and translated by W. Wright, Journal of sacred literature and Biblical record for January and April, 1865
- The homilies of Aphraates, the Persian sage (Syriac text only), 1869
- A Grammar of the Arabic Language, London, Simon Wallenberg Press, 2 vols., ISBN 1-84356-028-3
- Catalogue of Syriac Manuscripts in the British Museum acquired since the year 1838, 3 vols., 1870[4][5][6]
- Apocryphal Acts of the Apostles; edited from Syriac manuscripts in the British Museum and other libraries by William Wright, in 2 vols., Syriac and English, 1871
- Fragments of the Turras mammla nahraya or Syriac grammar; of Jacob of Edessa: edited from mss. in the British Museum and the Bodleian Library by W. Wright, 1871
- Fragments of the Curetonian Gospels (in Syriac); ed. by W. Wright, 1872
- Fragments of the Homilies of Cyril of Alexandria on the Gospel of S. Luke, 1874
- The chronicle of Joshua the stylite; composed in Syriac A.D. 507. With a translation into English and notes by W. Wright, 1882
- S. Ignatius. Revised texts with introductions, notes, dissertations and translations. Greek, Latin, English, Syriac remains of S. Ignatius, 1885
- Some apocryphal Psalms in Syriac, Proceedings of the Society of Biblical Archaeology, June 1887
- The book of Kalilah and Dimnah; translated from Arabic into Syriac (Syriac only), 1884
- Lectures on the Comparative Grammar of the Semitic Languages, Cambridge, 1890
- A short history of Syriac literature, 1894
- Epistolae Pilati et Herodis graece (W. Wright's translation of the Syriac version) Greek & English, 1897
- Ecclesiastical history of Eusebius in Syriac; edited from the manuscripts by William Wright and Norman McLean, with a collation of the ancient Armenian version by Adalbert Merx; translated from the Greek by C.F. Crusé (Syriac text only), 1898[7]
- A Catalogue of the Syriac manuscripts preserved in the library of the University of Cambridge. By William Wright & Stanley Arthur Cook, 1901

## Note

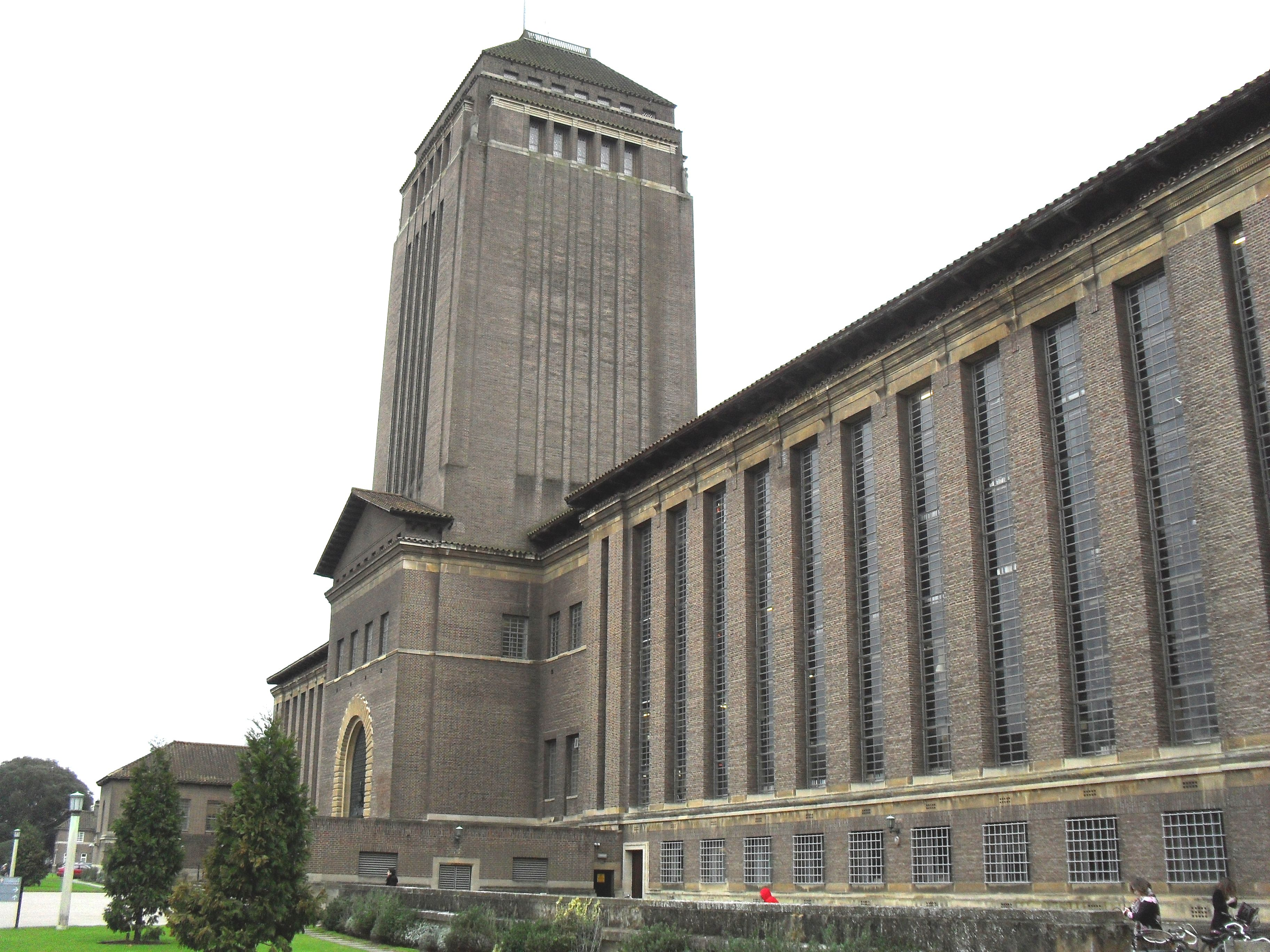
La biblioteca universitaria di Cambridge.